# Robert Van de Graaff
Robert Jemison Van de Graaff (Tuscaloosa (Alabama), 20 december 1901 – Boston (Massachusetts), 16 januari 1967) was een Amerikaans natuurkundige, instrumentmaker en hoogleraar in de natuurkunde aan de Princeton-universiteit. Hij is vooral bekend door zijn uitvinding van een elektrostatische deeltjesversneller, de vandegraaffgenerator.

## Biografie

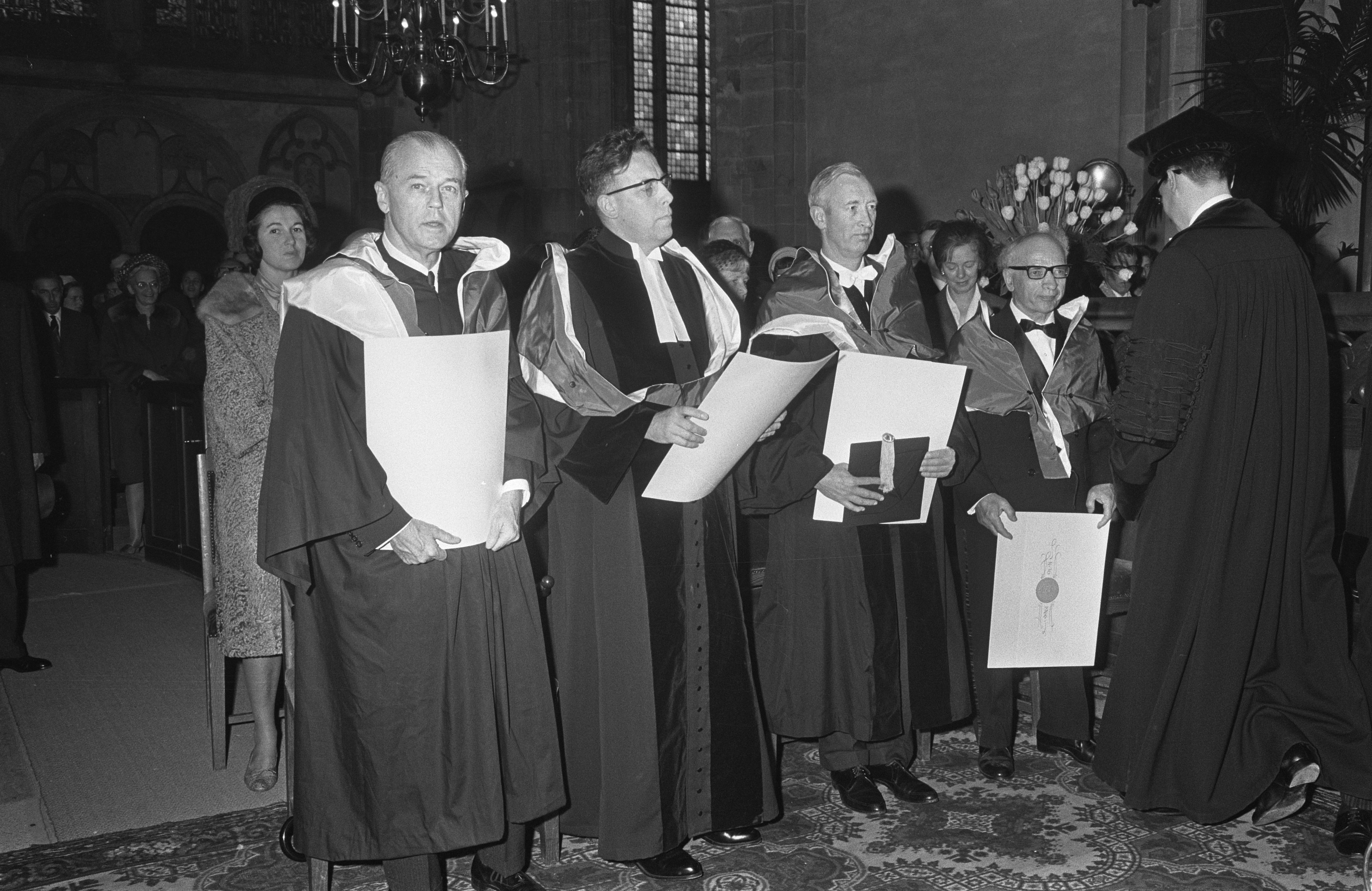
Robert Van de Graaff (links) (Eredoctoraat Universiteit Utrecht, 1966)

Van de Graaff werd geboren op de Jemison-Van de Graaff Mansion in Tuscaloosa als zoon van Adrian Sebastian Van de Graaff (1859-1922) en Minnie Cherokee Hargrove (1866-1941). Zijn vader was een jurist van Nederlandse afkomst. In zijn geboorteplaats studeerde Robert werktuigbouwkunde aan de Universiteit van Alabama en behaalde er zowel zijn bachelor als zijn masterdiploma. Na een jaar gewerkt te hebben als onderzoeksassistent bij de Alabama Power Company studeerde hij van 1924-1925 aan de Sorbonne waar hij enkele lezingen bezocht van Marie Curie over straling.
In 1925 ging hij als Rhodes Scholar naar de universiteit van Oxford in Engeland. Het jaar erop behaalde hij zijn tweede bachelorgraad (ditmaal in de natuurkunde) en promoveerde er 1928. In Oxford maakte hij kennis met Ernest Rutherfords werk betreffende de kernfysica en met Rutherfords idee dat geladen deeltjes versneld tot zeer hoge energieën in staat konden zijn atoomkernen te splitsen.
In 1929 keerde Van de Graaff terug naar de Verenigde Staten, waar hij terechtkwam op het Palmer Physics Laboratorium van de Princeton-universiteit als National Research Fellow. Daar werkte hij het idee van Rutherford verder uit. In de herfst van dat jaar bouwde hij met hulp van Nicholas Burke het eerste werkende model van zijn elektrostatische generator, die een elektrische spanning van 80.000 volt kon opwekken. In 1931 had hij het basisontwerp zover verbeterd dat hij een demonstratiemodel kon tonen dat meer dan 1 miljoen volt kon genereren.
In 1931 trad hij als onderzoeksleider in dienst van het Massachusetts Institute of Technology (MIT) en in 1934 werd hij er universitair hoofddocent. Daarvoor, in 1933, had hij een generator gebouwd die een spanning van zeven miljoen volt kon opwekken. Op 12 februari 1935 verkreeg hij octrooi op zijn 'elektrostatische generator'. Hij bleef bij MIT aan tot 1960 om zich daarna volledig bezig te houden met High Voltage Engineering Corporation (HVEC), een bedrijf dat hij in 1946 samen met John G. Trump had opgericht. Tijdens de Tweede Wereldoorlog was Van de Graaff directeur van het High Voltage Radiographic Project. Hij overleed in 1967 op 66-jarige leeftijd te Boston.

## Erkenning
- 1936 – Elliott Cresson Medal
- 1947 – Duddell Medal
- 1965 – Tom W. Bonner Prize

## Publicaties
- R.J. Van de Graaff (1931). A 1,500,000 Volt Electrostatic Generator. Physical Review 38: 1919-1920.
- R.J. Van de Graaff, K.T. Compton en L.C. Van Atta (1933). The Electrostatic Production of High Voltage for Nuclear Investigations. Physical Review 43 (3): 149-157. DOI: 10.1103/PhysRev.43.149.
- R.J. van de Graaff, J.G. Trump en W.W. Buechner (1948). Electrostatic Generators for the Acceleration of Charged Particles. Reports on Progress in Physics 11 (1). DOI: 10.1088/0034-4885/11/1/301.
- J.G. Trump en R.J. Van De Graaff (1948). Irradiation of Biological Materials by High-Energy Roentgen Rays and Cathode Rays. Journal of Applied Physics 19 (7): 599. DOI: 10.1063/1.1698178.
- R.J. Van De Graaff (1960). Tandem Electrostatic Accelerators. Nuclear Instruments and Methods 8 (2): 195-202. DOI: 10.1016/S0029-554X(60)80006-7.
- R.J. Van De Graaff (1966). Electrostatic Acceleration of Very Heavy Ions, with Resulting Possibilities for Nuclear Research. Bulletin, American Physical Society (August 29).

### Patenten
- US patent no. 1991236 -- "Electrostatic Generator"
- US patent no. 2922905 -- "Apparatus For Reducing Electron Loading In Positive-Ion Accelerators"
- US patent no. 3187208 -- "High Voltage Electromagnetic Apparatus Having An Insulating Magnetic Core"
- US patent no. 3323069 -- "High Voltage Electromagnetic Charged-Particle Accelerator Apparatus Having An Insulating Magnetic Core"
- US patent no. 3239702 -- "Multi-Disk Electromagnetic Power Machinery"
- US patent no. 3308323 -- "Inclined field High Voltage Vacuum Tubes"

### Overige
- Wiplich, M., "Short Biography Of Robert Jemison Van de Graaff". 2001. [bnl.gov]
- Trump, J.G., Merrill, F.H., and Safford, F.J., "Van de Graaff Generator". Rev. Sci. Instrum., 9 (1938) 398
- (de) "Biography". Munich, Tech University. (gearchiveerd op archive.org)
- "Dr. Van de Graaff's large generator". MIT.
- "VDG for hobbyists and science fairs"
- "History of the Van de Graaff Generator". Museum of Science, Boston. 2004.
- Brenni, Paolo, "The Van de Graaff Generator -- An Electrostatic Machine for the 20th Century". Bulletin of the Scientific Instrument Society No. 63. 1999.
- "Van de Graaff Robert C2". Robert J. Van de Graaff explains his electrostatic generator to Karl T. Compton, MIT President, shortly after his demonstration at the APS meeting in 1931. [aip.org]